# Philadelphia Naval Shipyard
Philadelphia Naval Shipyard – należąca do amerykańskiej marynarki wojennej państwa stocznia w Filadelfii w Pensylwanii, jedna z trzech największych amerykańskich stoczni podczas II wojny światowej. Powstała w 1801 roku, wyposażona była w pochylnie i suche doki zdatne do budowy i remontów największych okrętów – pancerników i lotniskowców, w funkcjonowała do roku 1995. W latach 1940–1945 zwodowała okręty o łącznej wyporności 274 453 ton – najwięcej spośród ośmiu należących do marynarki stoczni. Przed wojną stocznia wybudowała m.in. pancernik USS „Washington” (BB-56). Podczas wojny, stocznia była skoncentrowana na budowie pancerników, zbudowała wówczas między innymi pancerniki typu Iowa USS „New Jersey” (BB-62) i USS „Wisconsin” (BB-64), rozpoczęła też anulowaną później budowę „Illinois”. We wrześniu 1940 roku, stocznia otrzymała kontrakt na budowę dwóch pierwszych pancerników typu Montana, później zaś ciężkich krążowników typu Baltimore i lotniskowców typu Essex.
Z powodu gwałtownego wzrostu produkcji wojennej, stocznia musiała zwiększyć zatrudnienie – z 12 700 wymagających przeszkolenia pracowników, 7400 stanowiły kobiety, większość zaś nowozatrudnionych pracowników stanowili analfabeci. Odsetek zatrudnionych kobiet, był jednak w Filadelfii najmniejszy z wszystkich stoczni marynarki.
Po zakończeniu wojny, stocznia w Filadelfii była głównym miejscem stacjonowania okrętów wycofanych z czynnej służby i przeniesionych do rezerwy.